# 神奈川県道409号相模川自転車道線

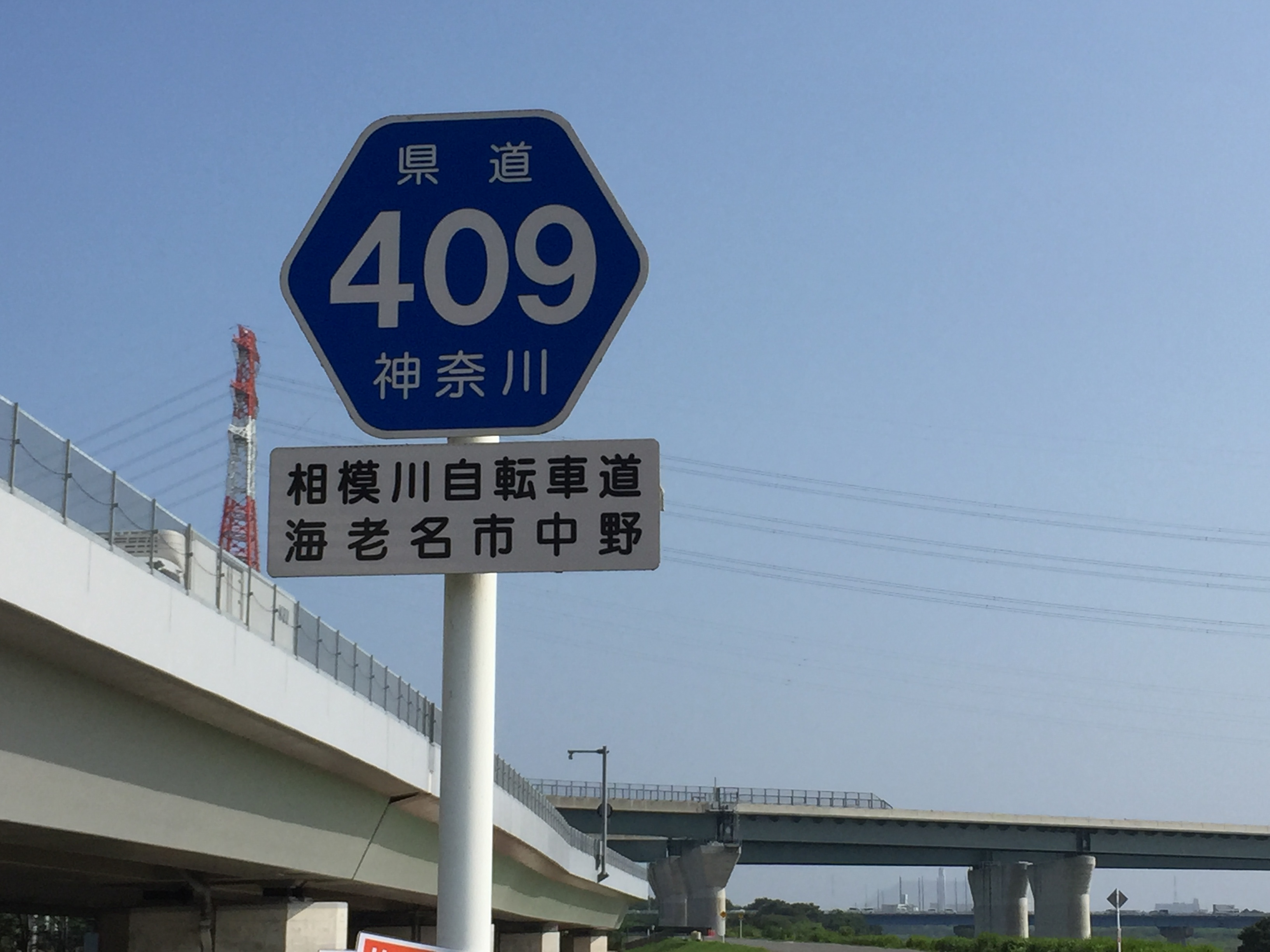
神奈川県道409号線の県道番号標示

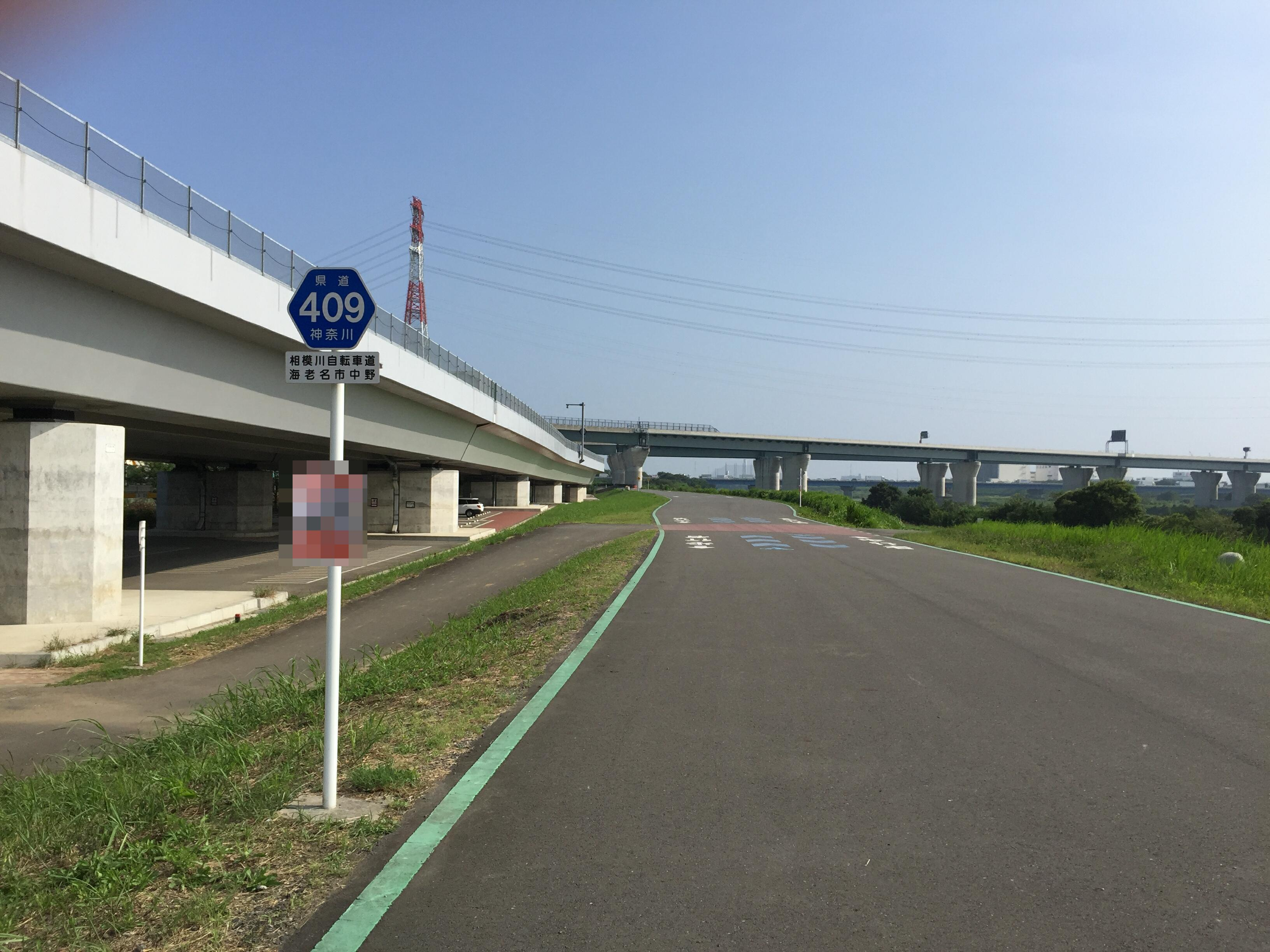
県道409号の既開通区間（海老名市中野）

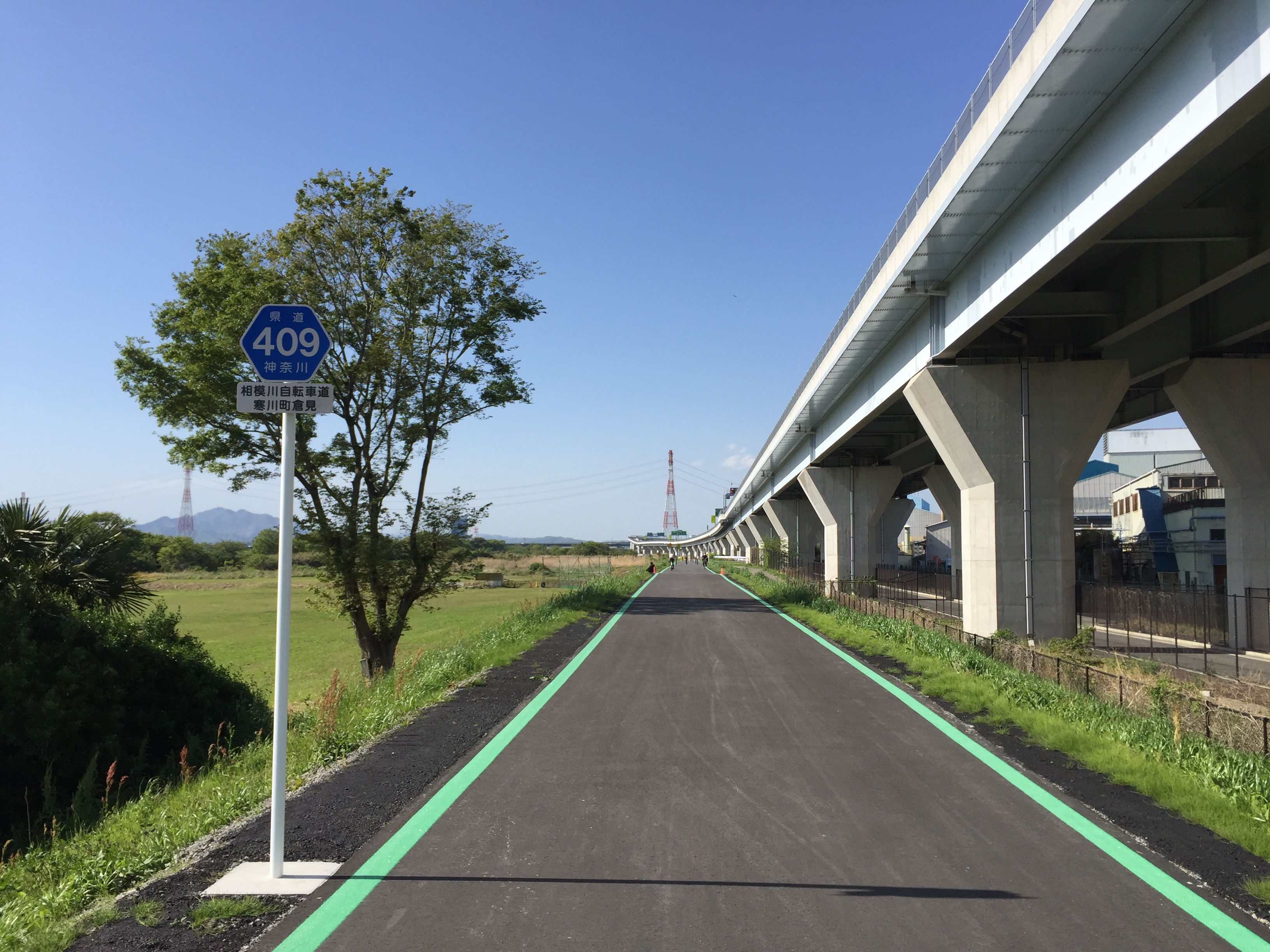
2021年新規供用区間（寒川町倉見）。右の高架は圏央道。

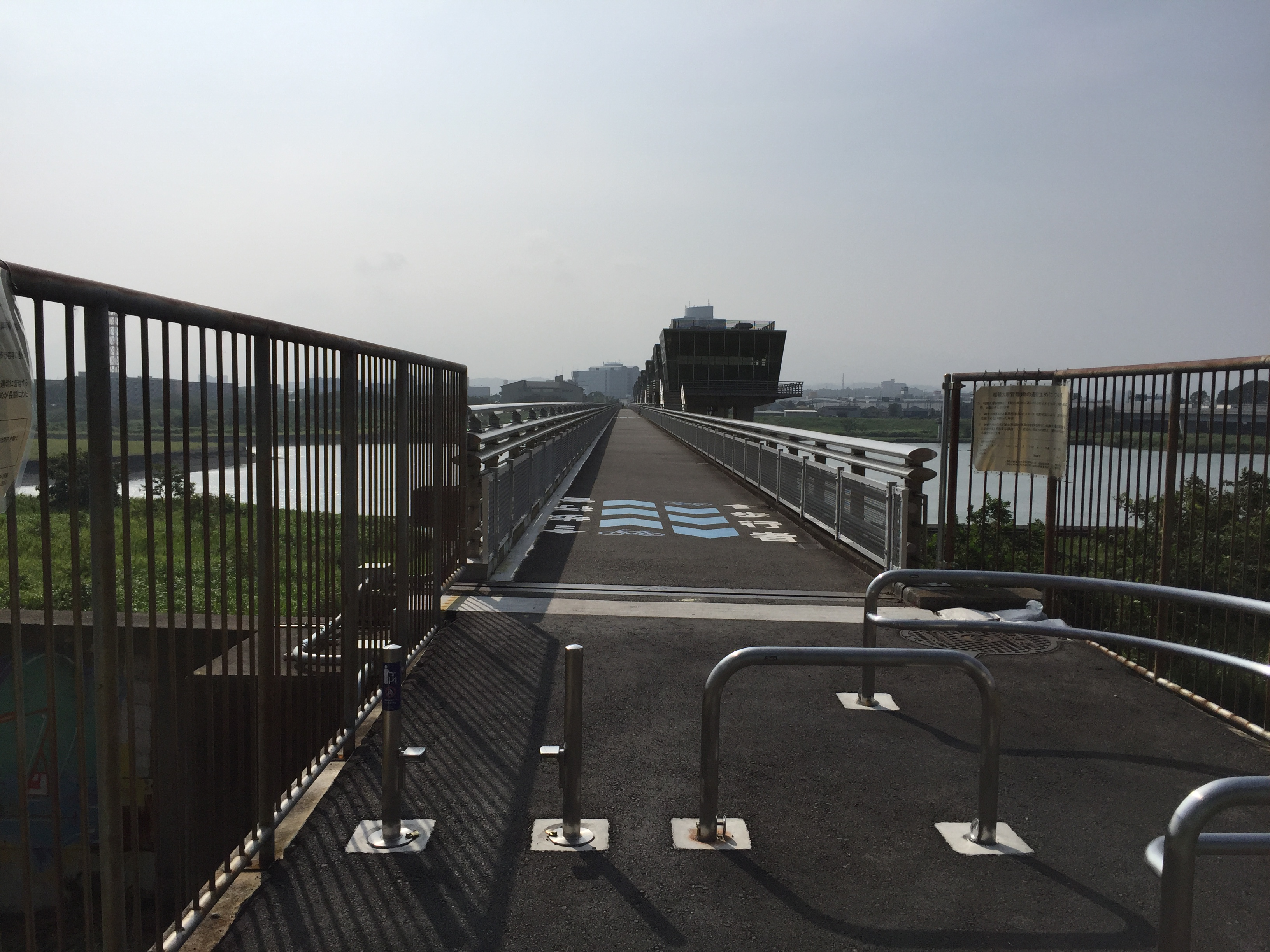
交通開放された相模大堰管理橋（海老名市社家）。
海老名市側は当自転車道に接続しており、自転車・歩行者は右岸側（厚木市岡田）へ渡ることができる。

神奈川県道409号相模川自転車道線（かながわけんどう409ごう さがみがわじてんしゃどうせん）は、神奈川県厚木市関口から平塚市千石河岸に至る一般県道として認定された自転車道である。大規模自転車道の一路線。通称相模川自転車道。一般にさがみグリーンライン自転車道とも呼ばれる。さがみ縦貫道が相模川左岸の堤防と平行する区間を先行整備区間と位置づけ、事業を実施中である。2016年4月に社家駅近くから海老名南ジャンクションの間が供用され、その後2021年3月に海老名市河原口の一部および海老名市中野から寒川町倉見までの一部区間が供用開始となった。

## 概要
- 起点：厚木市関口（座架依橋西詰、神奈川県道42号藤沢座間厚木線交点）
- 終点：平塚市千石河岸（湘南大橋西詰、国道134号交点）

## 通過する自治体
- 厚木市
- 座間市
- 海老名市
- 寒川町
- 平塚市

## 交差・接続する道路
- 神奈川県道42号藤沢座間厚木線（起点）
- 国道468号(さがみ縦貫道路)
- 国道246号（新相模大橋）
- 厚木市道（あゆみ橋東）
- 神奈川県道43号藤沢厚木線（相模大橋）
- 小田急小田原線（相模川橋梁）
- 東名高速道路（海老名ジャンクション）
- 相模大堰管理橋
- 神奈川県道22号横浜伊勢原線（海老名市門沢橋）
- 神奈川県道47号藤沢平塚線（神川橋東側）
- 神奈川県道44号伊勢原藤沢線（湘南銀河大橋）
- 国道1号（馬入橋西詰）
- 国道134号（終点）

## 周辺
- 相模大堰